# Bristol Bay Productions
Bristol Bay Productions és una companyia de cinema i la companyia germana de Walden Media. Va ser fundada el 1995 com una empresa de vídeo domèstic. La seva primera pel·lícula va ser  Ray.

## Filmografia

### Llançament de pel·lícules
- Ray (2004, coproducció amb Universal Pictures)
- Sahara (2005, coproducció amb Paramount Pictures)
- The Game of Their Lives (2005)
- Amazing Grace (2007, coproducció amb Roadside Attractions)
- The Great Buck Howard (2008, coproducció amb Magnolia Pictures, Walden Media i Playtone)